# Pomacentrus spilotoceps
Pomacentrus spilotoceps là một loài cá biển thuộc chi Pomacentrus trong họ Cá thia. Loài này được mô tả lần đầu tiên vào năm 2002.

## Từ nguyên
Từ định danh spilotoceps được ghép bởi hai âm tiết trong tiếng Hy Lạp cổ đại: spilotos ("vệt đốm") và ceps ("ở đầu"), hàm ý đề cập đến các vệt đốm màu vàng cam trên đầu của loài cá này.

## Phạm vi phân bố và môi trường sống
P. spilotoceps được biết đến tại Tonga và Fiji. Chúng được tìm thấy ở độ sâu đến 5 m và gần các rạn san hô.

## Mô tả
Chiều dài lớn nhất được ghi nhận ở P. spilotoceps là 7,8 cm. Cơ thể màu nâu phớt vàng, vảy cá viền đen. Nắp mang có các vệt đốm màu vàng sẫm đến màu cam nhạt, với một đốm nhỏ hơn nhưng có màu xanh lam thẫm nổi bật ở sát rìa nắp mang. Đốm đen bao quanh gốc vây ngực. Vây đuôi phớt vàng.
Số gai ở vây lưng: 13; Số tia vây ở vây lưng: 14–15; Số gai ở vây hậu môn: 2; Số tia vây ở vây hậu môn: 15; Số tia vây ở vây ngực: 18; Số gai ở vây bụng: 1; Số tia vây ở vây bụng: 5.